# Chirotica stangei
Chirotica stangei là một loài tò vò trong họ Ichneumonidae.